# Gambia Workers’ Union
Die Gambia Workers Union (GWU) (deutsch Gambische Arbeitergewerkschaft) ist eine Gewerkschaft im westafrikanischen Staat Gambia mit Sitz in Banjul. Sie ist angegliedert an den Internationalen Gewerkschaftsbund (ITUC = International Trade Union Confederation).
Aktueller Generalsekretär ist Ebrima Garba Cham (Stand 2006).

## Geschichte

### Die Erfolge
Die Gambia Workers Union wurde 1956, als Gambia noch eine britische Kolonie war, von Momodou E. Jallow, Henry Joof und weiteren Personen als allgemeine Gewerkschaft gegründet – war aber eher eine Gewerkschaft der Handwerker.
Der erste organisierte eintägige Streik fand im Februar 1960, am Vortag vor den ersten Wahlen, in der Hauptstadt Bathurst (heute Banjul) statt. Die Regierung vermied die Konfrontation und erhöhte daraufhin den Mindestlohn um 25 Prozent. Die GWU erreichte dadurch eine hohe Popularität und erreichte in der Mitte der 1960er eine Mitgliederanzahl von über 1100. Durch den Sieg angespornt, organisierte Jallow im Januar 1961 einen zweitägigen Streik, um höhere Forderungen zu stellen. Eine größere Demonstration der Bevölkerung wurde von den Polizeikräften aufgelöst und Jallow wurde beschuldigt einen Volksaufruhr angestiftet zu haben. Die aufgeheizte Stimmung in der Bevölkerung brachte die GWU mit dem Unabhängigkeitskampf zu der damaligen Zeit in Gambia zusammen. Jallow entging einer Ordnungsstrafe und die Arbeitgeber verhandelten und gestanden schließlich eine moderate Lohnerhöhung zu.

### Die Krise
Die GWU konnte, wie zuvor drei Jahrzehnte früher die Bathurst Trade Union, nicht weiter an ihre Anfangserfolge anknüpfen und verlor ab 1967 ihre Popularität. Die Probleme ergaben sich dadurch, dass unter Jallows Entscheidung 1963 sich die GWU der ICFTU anschloss. Dieser Anschluss spaltete die Mitglieder und förderte die Veruntreuung von Gewerkschaftsgeldern durch die Funktionäre. Als Jallow in den Jahren 1964 bis 1965 zu der regionale Organisation der ICFTU in Lagos (Nigeria) ging, schwächte das weiter die GWU. Ebenso war die Entscheidung die Partei United Party (UP) zu unterstützen, als die regierende Partei People’s Progressive Party (PPP) Pläne hatte Gambia in eine Republik umzuwandeln, wenig förderlich für die allgemeine Popularität und die GWU verfeindete sich mit der PPP. 1966 versuchte sogar Jallow als unabhängiger Kandidat gegen den populären Pierre Sarr N’Jie (UP) und gegen die PPP anzutreten. Jallows Versuch, im Februar 1967 einen Generalstreik zu organisieren und damit die Popularität wieder zu erlangen, scheiterte kläglich. Die Unterstützung in der arbeitenden Bevölkerung war geteilt, Jallow wurde nicht mehr als Held gefeiert und ihm wurde im Gegenteil die Beeinträchtigung der Bemühungen der neuen gambischen Regierung vorgeworfen. Die GWU musste ihren Streik schon am zweiten Tag für beendet erklären und Bedingungen akzeptieren, die sie vorher abgeschlagen hatte. Ein weiterer Generalstreik, der auch wenig erfolgreich war, wurde im Januar 1970 abgehalten. Seitdem spielte die GWU nur eine untergeordnete Rolle.